# 博讷拉特
博讷拉特是德国莱茵兰-普法尔茨州的一个市镇。总面积4.25平方公里，总人口252人，其中男性118人，女性134人（2011年12月31日），人口密度59人/平方公里。